# Pseudodiphryllum
Pseudodiphryllum is een voormalig monotypisch geslacht van orchideeën. 
De enige soort, Pseudodiphryllum chorisianum (Cham.) Nevski, is opgenomen in het geslacht Platanthera (Nachtorchis) onder de naam Platanthera chorisiana (Cham.) Rchb..